# Steve Green (baseball)
Steve Green (né le 26 janvier 1978 à Greenfield Park, Québec, Canada) est un lanceur de baseball ayant joué dans la Ligue majeure de baseball en 2001.

## Carrière
Green est repêché par les Angels d'Anaheim en 10e ronde en 1997. 
Le droitier effectue un départ dans l'uniforme des Angels, lançant six manches le 7 avril 2001 contre les Athletics d'Oakland. Il accorde deux points sur six coups sûrs et retire quatre frappeurs sur des prises, mais n'est pas impliqué dans la décision.
Au cours des années subséquentes, il est surtout utilisé en relève dans les rangs mineurs.
Il évolue dans les ligues mineures pour diverses organisations : les Angels (1998-2004), les Indians de Cleveland (2005), les Tigers de Detroit (2005-2006), les Orioles de Baltimore (2007) et les Phillies de Philadelphie (2008-2009), sans atteindre les majeures à nouveau. Green fait aussi brièvement partie en 2009 des Red Sox de Boston sans jouer pour eux ni dans les majeures, ni en ligue mineure. Les Phillies de Philadelphie le libèrent de son contrat en 2009 à la suite d'une blessure. Il ne jouera plus cette année-là en raison d'une opération[réf. nécessaire].
Au printemps 2010, il effectue un départ avec les Capitales de Québec de la ligue Can-Am avant d'être libéré en mai à la suite d'un différend avec les entraîneurs de l'équipe. Il se joint ensuite aux Castors d'Acton Vale, dans la Ligue de baseball majeure du Québec, avec qui il joue jusqu'en 2018.
En 2008, Green fait partie de l'équipe du Canada aux Jeux olympiques de Pékin. Il apparaît dans trois parties du tournoi olympique, face à Cuba, au Japon et contre Taïwan, et enregistre cinq retraits sur des prises en six manches lancées.